# Атабаска (Альберта)
Атабаска (англ. Athabasca) — містечко в Канаді, у провінції Альберта, центр однойменного муніципального району.

## Населення
За даними перепису 2016 року, містечко нараховувало 2965 осіб, показавши скорочення на 0,8%, порівняно з 2011-м роком. Середня густина населення становила 168 осіб/км².
З офіційних мов обидвома одночасно володіли 205 жителів, тільки англійською — 2 670, а 5 — жодною з них. Усього 390 осіб вважали рідною мовою не одну з офіційних, з них 25 — одну з корінних мов, а 80 — українську.
Працездатне населення становило 1 650 осіб (72,2% усього населення), рівень безробіття — 9,1% (12,8% серед чоловіків та 5% серед жінок). 86,4% осіб були найманими працівниками, а 12,1% — самозайнятими.
Середній дохід на особу становив $52 552 (медіана $39 808), при цьому для чоловіків — $64 643, а для жінок $41 714 (медіани — $53 845 та $32 128 відповідно).
29,4% мешканців мали закінчену шкільну освіту, не мали закінченої шкільної освіти — 19,7%, 50,9% мали післяшкільну освіту, з яких 33,2% мали диплом бакалавра, або вищий, 15 осіб мали вчений ступінь.
| Статево-вікова структура населення | Статево-вікова структура населення | Статево-вікова структура населення | Статево-вікова структура населення | Статево-вікова структура населення |
| ---------------------------------- | ---------------------------------- | ---------------------------------- | ---------------------------------- | ---------------------------------- |
|                                    |                                    |                                    |                                    |                                    |
| Всього                             | Всього                             | 47,4%52,6%                         |                                    |                                    |
| 0 — 14 років                       | 0 — 14 років                       |                                    | 19,6%                              | 19,6%                              |
| 15 — 64 років                      | 15 — 64 років                      |                                    | 62,6%                              | 62,6%                              |
| 65 і більше                        | 65 і більше                        |                                    | 17,8%                              | 17,8%                              |
| 85 і більше                        | 85 і більше                        |                                    | 4,7%                               | 4,7%                               |
| 100 і більше                       | 100 і більше                       |                                    | 0,2%                               | 0,2%                               |
| Середній вік (років)               | Середній вік (років)               | 38,442,9                           | 40,8                               | 40,8                               |
| Медіана (років)                    | Медіана (років)                    | 37,942,0                           | 40,2                               | 40,2                               |
| — чоловіки — жінки                 |                                    |                                    |                                    |                                    |

| Походження мешканців:     | Походження мешканців:     | Походження мешканців: | Походження мешканців: | Походження мешканців: |
| ------------------------- | ------------------------- | --------------------- | --------------------- | --------------------- |
| Походження                |                           |                       | осіб                  | %                     |
| Корінні американці        | Корінні американці        |                       | 375                   | 12.65%                |
| Інше північноамериканське | Інше північноамериканське |                       | 705                   | 23.78%                |
| Європейське               | Європейське               |                       | 1 980                 | 66.78%                |
| британське                | британське                |                       | 1 190                 | 40.13%                |
| французьке                | французьке                |                       | 450                   | 15.18%                |
| українське                | українське                |                       | 415                   | 14%                   |
| Латинськоамериканське     | Латинськоамериканське     |                       | 20                    | 0.67%                 |
| Карибське                 | Карибське                 |                       | 20                    | 0.67%                 |
| Африканське               | Африканське               |                       | 80                    | 2.7%                  |
| Азійське                  | Азійське                  |                       | 285                   | 9.61%                 |

| Зайнятість населення за галузями (за класифікацією NOC): | Зайнятість населення за галузями (за класифікацією NOC): | Зайнятість населення за галузями (за класифікацією NOC): | Зайнятість населення за галузями (за класифікацією NOC): | Зайнятість населення за галузями (за класифікацією NOC): |
| -------------------------------------------------------- | -------------------------------------------------------- | -------------------------------------------------------- | -------------------------------------------------------- | -------------------------------------------------------- |
|                                                          |                                                          |                                                          |                                                          |                                                          |
| Управління                                               | Управління                                               |                                                          | 11,4%                                                    | 11,4%                                                    |
| Бізнес, фінанси та адміністрування                       | Бізнес, фінанси та адміністрування                       |                                                          | 15,7%                                                    | 15,7%                                                    |
| Природничі та прикладні науки                            | Природничі та прикладні науки                            |                                                          | 4,9%                                                     | 4,9%                                                     |
| Охорона здоров'я                                         | Охорона здоров'я                                         |                                                          | 5,5%                                                     | 5,5%                                                     |
| Освіта, правозахист, муніципальні та урядові служби      | Освіта, правозахист, муніципальні та урядові служби      |                                                          | 9,8%                                                     | 9,8%                                                     |
| Мистецтво, культура, відпочинок та спорт                 | Мистецтво, культура, відпочинок та спорт                 |                                                          | 2,5%                                                     | 2,5%                                                     |
| Роздрібна торгівля та послуги                            | Роздрібна торгівля та послуги                            |                                                          | 25,2%                                                    | 25,2%                                                    |
| Гуртова торгівля, транспорт та обладнання                | Гуртова торгівля, транспорт та обладнання                |                                                          | 17,2%                                                    | 17,2%                                                    |
| Природні ресурси, сільське господарство                  | Природні ресурси, сільське господарство                  |                                                          | 2,8%                                                     | 2,8%                                                     |
| Виробництво                                              | Виробництво                                              |                                                          | 4,3%                                                     | 4,3%                                                     |

## Клімат
Середня річна температура становить 1,7°C, середня максимальна – 20,9°C, а середня мінімальна – -23°C. Середня річна кількість опадів – 484 мм.
| Клімат поселення                              | Клімат поселення | Клімат поселення | Клімат поселення | Клімат поселення | Клімат поселення | Клімат поселення | Клімат поселення | Клімат поселення | Клімат поселення | Клімат поселення | Клімат поселення | Клімат поселення | Клімат поселення |
| Показник                                      | Січ.             | Лют.             | Бер.             | Квіт.            | Трав.            | Черв.            | Лип.             | Серп.            | Вер.             | Жовт.            | Лист.            | Груд.            |                  |
| Середній максимум, °C                         | −9,76            | −5,28            | 0,94             | 10,19            | 16,89            | 20,90            | 20,55            | 19,72            | 14,34            | 8,63             | −1,7             | −9,34            |                  |
| Середня температура, °C                       | −16,39           | −11,9            | −5,69            | 3,57             | 10,26            | 14,27            | 16,21            | 15,37            | 9,98             | 4,28             | −6,04            | −13,68           |                  |
| Середній мінімум, °C                          | −23,02           | −18,52           | −12,32           | −3,06            | 3,62             | 7,65             | 11,87            | 11,02            | 5,63             | −0,08            | −10,38           | −18,03           |                  |
| Норма опадів, мм                              | 24               | 18               | 19               | 22               | 44               | 90               | 96               | 65               | 41               | 21               | 21               | 23               |                  |
| Середньомісячна швидкість вітру, м/с          | 3.08             | 3.05             | 3.24             | 3.50             | 3.58             | 3.15             | 3.00             | 2.97             | 3.01             | 3.41             | 3.22             | 3.22             |                  |
| Середньомісячна сонячна радіація, кДж/м²·день | 3062             | 6462             | 11924            | 17157            | 20524            | 21890            | 21886            | 18034            | 12070            | 6935             | 3388             | 2187             |                  |
| --------------------------------------------- | ---------------- | ---------------- | ---------------- | ---------------- | ---------------- | ---------------- | ---------------- | ---------------- | ---------------- | ---------------- | ---------------- | ---------------- | ---------------- |
| Джерело:                                      |                  |                  |                  |                  |                  |                  |                  |                  |                  |                  |                  |                  |                  |

## Галерея

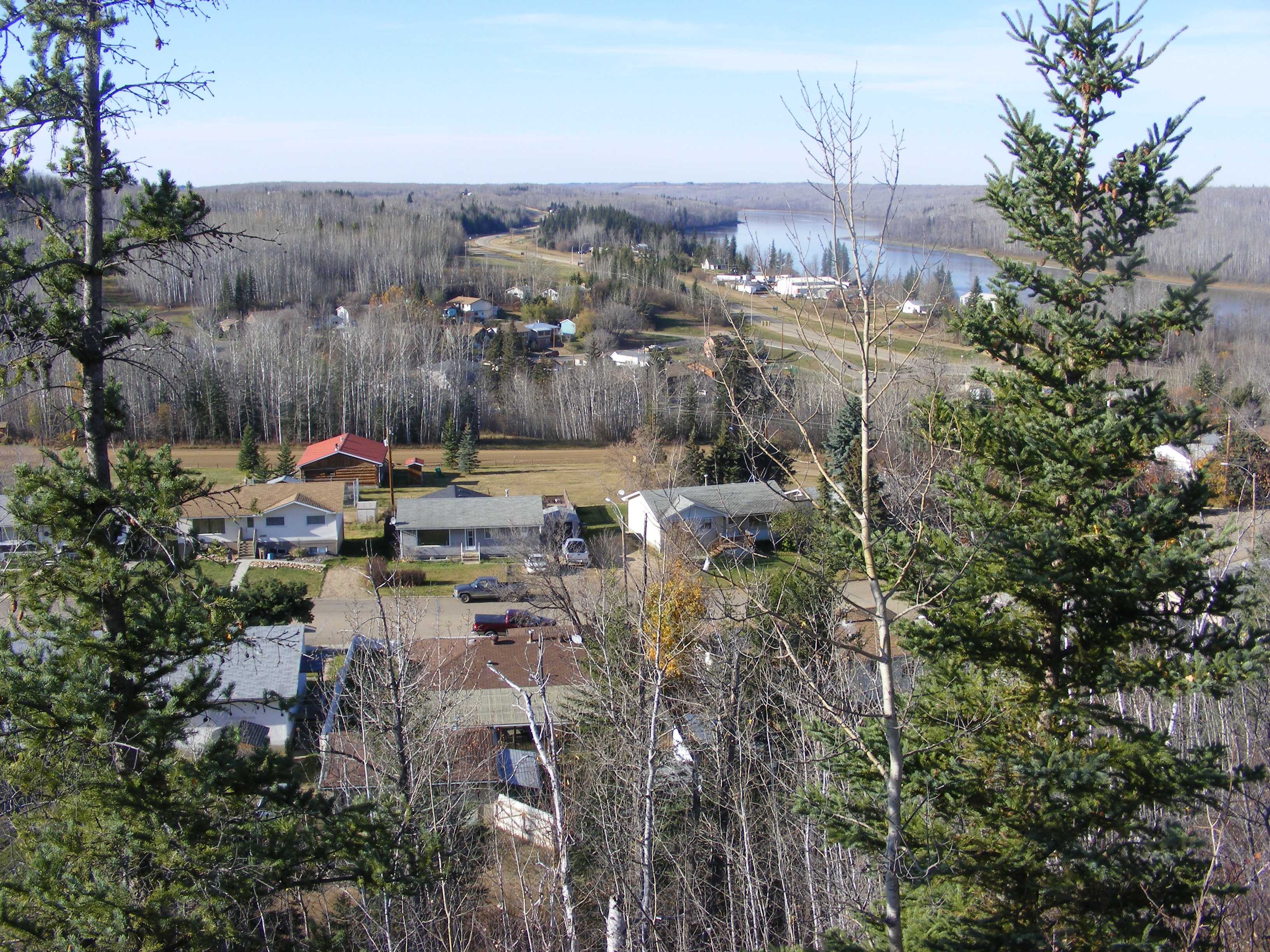
Вид на Атабаску з Піратського пагорбу
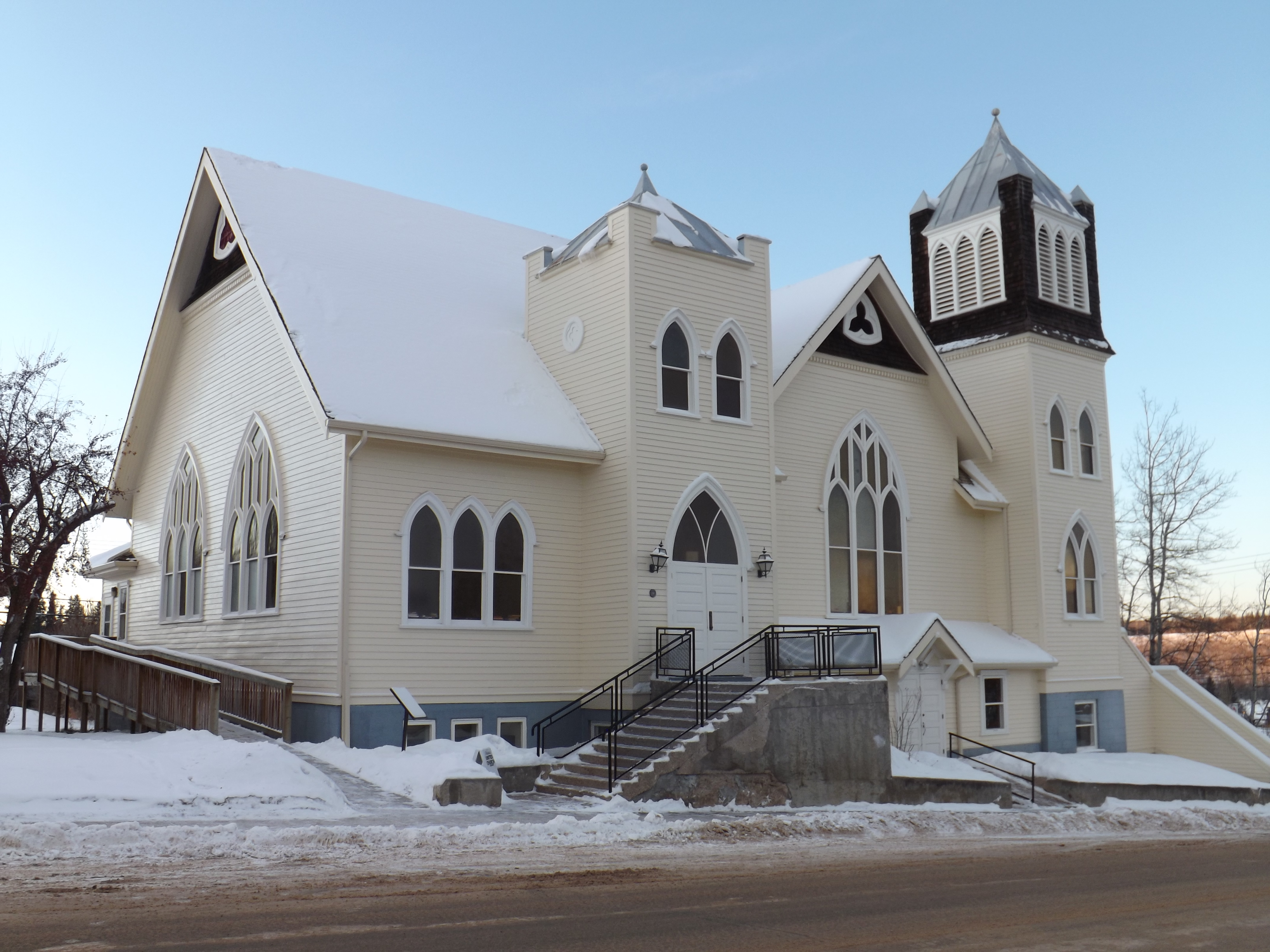
Атабаскська об'єднана церква
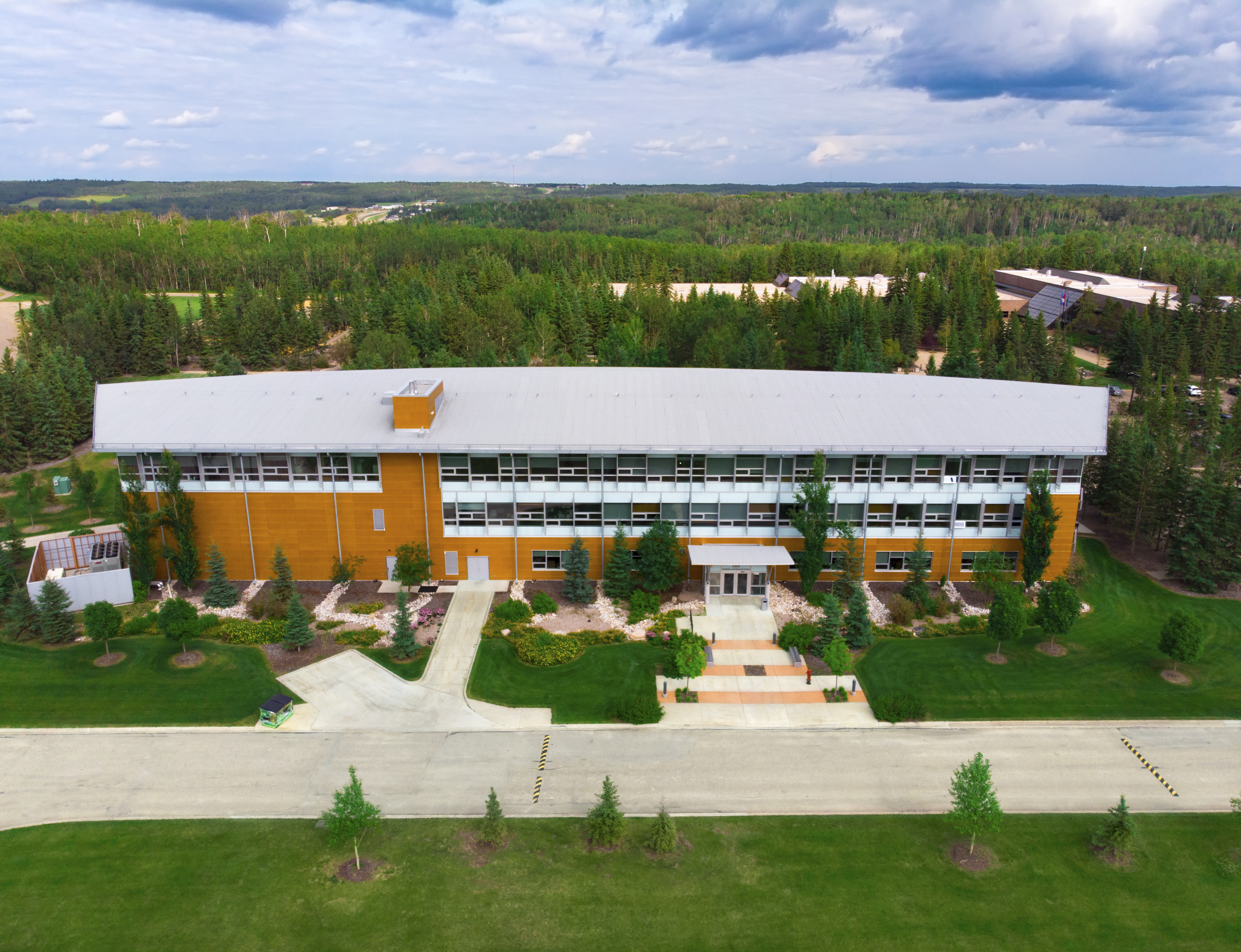
Атабаскський університет